# Psychoda alabangensis
Psychoda alabangensis és una espècie d'insecte dípter pertanyent a la família dels psicòdids.

## Descripció
- És de mida petita.
- La placa subgenital de la femella té forma d'"Y" i és considerablement més estreta a la base que a l'àpex.
- L'espermateca de la femella presenta taques fosques.
- Les antenes tenen 15 segments.[5][6]

## Alimentació
Els adults es nodreixen de nèctar, sucre i sucs de fruites, mentre que les larves mengen matèria orgànica i bacteris que troben a les parets de drenatge i clavegueres.

## Distribució geogràfica
Es troba a les illes Filipines (Luzon, Negros i Palawan), l'Índia, Sri Lanka, Borneo, Taiwan, Nova Guinea, la Micronèsia (les illes Mariannes i Carolines), l'illa de Trinitat, les illes Galápagos (introduït des del 1985) i Nicaragua (els departaments de Zelaya i León).